# Пластика аортального клапана
Пла́стика аорта́льного кла́пана (англ. Aortic valve repair) — кардіохірургічна операція на аортальному клапані серця, що виконується з метою анатомічної його корекції та відновлення його пропускної та замикальної функцій, які порушені внаслідок захворювань, вроджених вад розвитку та травм аортального клапана. Особливістю пластики аортального клапана, на відміну від протезування аортального клапана, є відсутність застосування сторонніх штучних протезів клапанів.